# 花は花よめ
『花は花よめ』（はなははなよめ）は、日本テレビ系列の『金曜劇場』（毎週金曜日21:00 - 21:56 → 第2シリーズ第6話から21:00 - 21:55）にて放送されたテレビドラマ。放送形式はカラーVTR。
第1シリーズは1971年8月27日から1972年1月21日まで（全22話）、第2シリーズは1972年8月25日から1973年5月4日まで（全37話）、第3シリーズは1974年10月11日から1975年4月4日まで（全26話）、以上3シリーズにわたって放送された。

## 概要
西みどりは、亡き母の同輩だった吾妻坂の西乃家の女将・駒子に引き取られてそこの養女となり、後に人気芸者となった。そのみどりがある日、ふとしたことから花屋「花清」を営む三人の子持ちの清水達郎と出会い、後に達郎と結婚して、妻そして母として奮闘することになる。
主演の吉永小百合にとって、芸者役も子持ちの役も本作が初めてとなった。本作の主演を務めるに当たり、東京
・神楽坂の芸者から指導を受け、また花柳梅静門下で日本舞踊の稽古も行った。また、吉永と児玉清は、本作スタートの前年1970年に同じ日本テレビ系のドラマ『おふくろの味』で共演。その縁もあって、吉永は児玉との再共演を望んでいたといい、本作で再びの顔合わせが実現した。
なお、第3シリーズでは児玉の役名、および先妻の子持ちの男性と結婚するというストーリーは同じながらも、舞台は果物屋『百果園』に変わり、主演は真野響子に交替。夫婦の年の差は15歳差となっている。一部キャストは第1・第2シリーズから引き続き出演したが、その中には役柄が変わった者もいる。

## キャスト

### 第1・第2シリーズ
- 西みどり：吉永小百合
- 清水達郎：児玉清
- 駒子：淡島千景
- 西洋一：松山省二（現・松山政路）
- 雄作：小松政夫
- 清水知也：皆川おさむ
- 清水由紀：林寛子
- 清水あや子（達郎の母）：細川ちか子
- 清水美佐子（達郎の妹）：原知佐子
- めだか（みどりの同輩芸者）：都家かつ江
- ぼん太（みどりの同輩芸者）：ビーバー（川口まさみ）
- りぼん（みどりの同輩芸者）：石井くに子
- 千代菊（芸者）：緑魔子
- 金太郎（芸者）：桃井かおり
- アイリーン
- 雷門助六
- 近松敏夫
- 沖田（みどりの実父）：佐野周二
- 留美：中村まり子
- 和子：沢たまき
- 由紀の学校の先生：塚本信夫
- 雄次郎：夏夕介
- 前川：米倉斉加年
- 松木：岡本信人
- 照子：津田京子
- 立木平吉：内藤武敏

#### ゲスト
第1シリーズ
- アフリカ帰りの探検家：野坂昭如 （第4話 1971年9月17日）
- 花屋組合支部長・石川：中村伸郎 （第13話 1971年11月19日）
- 易者：田中小実昌 （第14話 1971年11月26日）
- 花屋仲間：穂積隆信 （第16話 1971年12月10日）
- 花屋仲間：山田康雄 （第16話 1971年12月10日）
- 太田淑子 （第16話 1971年12月10日）
- 塩沢とき （第16話 1971年12月10日）
- 田辺茂一 （第17話 1971年12月17日）

第2シリーズ
- 神楽坂浮子 （第1話 1972年8月25日）
- 三遊亭圓右 （第4話 1972年9月15日）
- 女将：宝生あやこ （第11話 1972年11月3日）
- リース会社社長：若宮大祐 （第11話 1972年11月3日）
- 松倉先生：十朱久雄 （第12話 1972年11月10日）
- 下川：松山英太郎 （第12話 1972年11月10日）
- 小梅：桜町弘子 （第14話 1972年11月24日）
- 山城：岡田眞澄 （第22話 1973年1月19日）
- おすみ：沢井桂子 （第25話 1973年2月9日）
- 雄作の父：内田朝雄 （第25話 1973年2月9日）
- 由紀の先生：村越伊知郎 （第27話 1973年2月23日）
- やえ子（立木の母）：長岡輝子 （第28話 1973年3月2日）
- 編集長：福富太郎 （第30話 1973年3月16日）
- 花屋組合支部長・石川：中村伸郎 （第32話 1973年3月30日）

### 第3シリーズ
- 清水さくら：真野響子
- 清水達郎：児玉清
- 清水あかね：斎藤こず恵
- 坂本千代（達郎の義母）：細川ちか子
- 西駒子：淡島千景
- 西洋一（駒子の長男）：松山省二
- 西照子（洋一の妻・直次郎の娘）：津田京子
- 大木直次郎（棟梁）：宇野重吉
- 清水誠（達郎の弟）：桜木健一
- めだか（西乃家の芸者）：都家かつ江
- 金魚（西乃家の芸者）：ジャネット八田
- りぼん（西乃家の芸者）：小野ことみ
- ぽん太（西乃家の芸者）：黒沢洋子
- 山下勝利：伊東四朗
- 田丸留夫：熊倉一雄
- 吉川正介：内藤武敏
- 吉川昭子（達郎の妹・正介の妻）：原知佐子
- ケン（百果園の店員）：佐藤蛾次郎
- オサム（百果園の店員）：清水昭博
- 京子（百果園の店員）：海老名美どり
- はる（手伝い）：武智豊子
- 西川和孝
- 水谷豊
- ガッツ石松（第16話ゲスト）
- 片桐夕子（第18話ゲスト）
- 和江：日色ともゑ（第21話ゲスト）
- サンダー杉山

## スタッフ
- 第1シリーズ
  - 脚本：布勢博一、岡本克己
  - 演出：波多腰晋二、梅谷茂、矢野義幸 ほか
- 第2シリーズ
  - 脚本：柴英三郎、岡本克己 ほか
  - 演出：波多腰晋二、長富忠裕、新沢浩、矢野義幸、梅谷茂 ほか
- 第3シリーズ
  - 脚本：布勢博一、岡本克己、高階有吉
  - 演出：吉野洋、新沢浩、梅谷茂、伊藤祥二、矢野義幸
- 音楽：山下毅雄
- 制作：日本テレビ
- メインテーマ - 歌：スリー・グレイセス （作詞：ヤマシタケ、作曲・編曲：山下毅雄）

## 放送日程
※サブタイトルは、第3シリーズの第13話 - 第26話のみ存在。

### 第3シリーズ
| 話数 | 放送日         | サブタイトル                   | 脚本     | 演出     |
| ---- | -------------- | ------------------------------ | -------- | -------- |
| 1    | 1974年10月11日 | （サブタイトル無し）           | 岡本克己 | 吉野洋   |
| 2    | 10月18日       | （〃）                         | 岡本克己 | 吉野洋   |
| 3    | 10月25日       | （〃）                         | 岡本克己 | 吉野洋   |
| 4    | 11月1日        | （〃）                         | 布勢博一 | 吉野洋   |
| 5    | 11月8日        | （〃）                         | 岡本克己 | 新沢浩   |
| 6    | 11月15日       | （〃）                         | 布勢博一 | 新沢浩   |
| 7    | 11月22日       | （〃）                         | 岡本克己 | 新沢浩   |
| 8    | 11月29日       | （〃）                         | 岡本克己 | 吉野洋   |
| 9    | 12月6日        | （〃）                         | 布勢博一 | 梅谷茂   |
| 10   | 12月13日       | （〃）                         | 岡本克己 | 新沢浩   |
| 11   | 12月20日       | （〃）                         | 布勢博一 | 新沢浩   |
| 12   | 12月27日       | （〃）                         | 岡本克己 | 伊藤祥二 |
| 13   | 1975年1月3日   | 新春早々さようなら             | 布勢博一 | 伊藤祥二 |
| 14   | 1月10日        | あなたもタバコがやめられます…? |          | 梅谷茂   |
| 15   | 1月17日        | 星占い                         | 高階有吉 | 吉野洋   |
| 16   | 1月24日        | 捨て子でーす今日は             | 布勢博一 | 矢野義幸 |
| 17   | 1月31日        | ケチケチ大作戦                 | 岡本克己 | 矢野義幸 |
| 18   | 2月7日         | カラスなぜ泣くの               | 布勢博一 | 伊藤祥二 |
| 19   | 2月14日        | 蛙とワンにゃん病院             | 岡本克己 | 伊藤祥二 |
| 20   | 2月21日        | 北へ帰る旅人                   | 高階有吉 | 吉野洋   |
| 21   | 2月28日        | 一人ぼっちでいるよりも         |          | 新沢浩   |
| 22   | 3月7日         | 天気予報とシマシマパンツ       |          | 伊藤祥二 |
| 23   | 3月14日        | 美人選びます                   | 岡本克己 | 新沢浩   |
| 24   | 3月21日        | 激突! 跡目争い                 | 岡本克己 | 伊藤祥二 |
| 25   | 3月28日        | カサブランカの女               | 高階有吉 | 吉野洋   |
| 26   | 4月4日         | バラバラ家族                   | 岡本克己 | 吉野洋   |